# Vehlefanz
Vehlefanz è una frazione del comune tedesco di Oberkrämer, nel Land del Brandeburgo.